# Katie Cassidy
Katherine Evelyn Anita Cassidy (Los Angeles, 25 novembre 1986) è un'attrice, cantante ed ex modella statunitense.
È principalmente conosciuta per aver interpretato il demone Ruby in Supernatural, Juliet Sharp in Gossip Girl e Dinah Laurel Lance nella serie televisiva Arrow, apparendo nello stesso ruolo anche nelle serie televisive The Flash e Legends of Tomorrow.

## Biografia
Nata a Los Angeles da David Cassidy, un cantante pop degli anni settanta, e dalla modella Sherry Benedon, i suoi genitori non si sono mai sposati. I suoi nonni paterni erano gli attori Jack Cassidy ed Evelyn Ward. Cresciuta a Calabasas, in California, con la madre e il patrigno Richard, ha due sorelle maggiori acquisite, Jenna e Jamie. 
Da bambina, Katie Cassidy pratica ginnastica e al liceo diventa una cheerleader della squadra California Flyers. Nel 2005 si diploma alla Calabasas High School, California.

### Vita privata
Dopo due anni di relazione, l'8 dicembre 2018 ha sposato Matthew Rodgers. Nel marzo 2021, dopo 2 anni di matrimonio, la coppia divorzia.

### Carriera
In età adolescenziale, Katie Cassidy inizia ad avvicinarsi al mondo dello spettacolo recitando, cantando e danzando; nel 2004 incide con la Artemis Records un remake di I Think I Love You, singolo del padre.

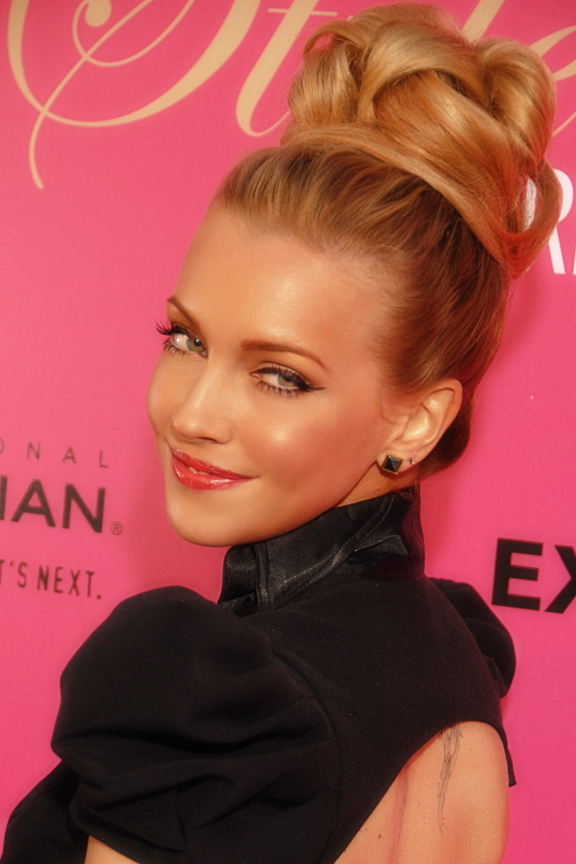
Katie Cassidy agli Hollywood Style Awards 2009

Dopo la breve carriera da cantante, Cassidy diventa modella, sfilando nel 2004 per Abercrombie & Fitch e Guess?. Il mondo della moda le apre le porte per la carriera da attrice, ma la madre non le permette di intraprenderla professionalmente fino al completamento degli studi. Tra i suoi primi ruoli c'è quello di Zoe nel telefilm Settimo cielo; in seguito appare in Sex, Love & Secrets, ma la serie viene cancellata dopo pochi episodi. Nel 2006 prende parte a due remake horror, Chiamata da uno sconosciuto e Black Christmas - Un Natale rosso sangue.
Mentre gira il remake di La rivincita dei nerds, la produzione è costretta a fermarsi per dei disaccordi con il college nel quale stavano girando, cancellando infine il film. Nello stesso periodo completa a Parigi il film Io vi troverò con Liam Neeson e Maggie Grace.
Viene in seguito scelta per il ruolo di Lucy Ewing nel remake di Dallas ed entra nel cast regolare della terza stagione di Supernatural, dove interpreta Ruby, un demone "pentito" che aiuterà i due protagonisti. Nel maggio 2008, però, il creatore della serie Eric Kripke conferma che Ruby non apparirà nella quarta stagione a causa della diminuzione del budget in seguito allo spostamento del set in Canada.
Per la stagione televisiva 2008-2009 prende parte alla nuova serie televisiva della CBS Harper's Island. Nella stagione televisiva successiva, interpreta Ella Simms in Melrose Place, rifacimento dell'omonima serie degli anni novanta.
Nel 2010 recita in Nightmare, rifacimento di Nightmare - Dal profondo della notte (1984), e nella quarta stagione di Gossip Girl nel ruolo di Juliet Sharp. Partecipa anche al film Kill for Me, in uscita nel 2012. Nel 2011 è protagonista, insieme a Leighton Meester e Selena Gomez, della commedia Monte Carlo. Nel 2012 entra nel cast della nuova serie televisiva Arrow nel ruolo di Laurel Lance che ricopre fino alla quarta stagione. In seguito alla quarta stagione, continua a recitare in Arrow nel ruolo di Black Siren, ovvero l'alter ego di Laurel Lance di Terra 2.

## Filmografia

### Attrice

#### Cinema
- Chiamata da uno sconosciuto (When a Stranger Calls), regia di Simon West (2006)
- The Lost, regia di Chris Sivertson (2006)
- Cambia la tua vita con un click (Click), regia di Frank Coraci (2006)
- Black Christmas - Un Natale rosso sangue (Black Christmas), regia di Glen Morgan (2006)
- You Are Here, regia di Henry Pincus (2007)
- Live! - Ascolti record al primo colpo (Live!), regia di Bill Guttentag (2007)
- Walk the Talk, regia di Matthew Allen (2007)
- Io vi troverò (Taken), regia di Pierre Morel (2008)
- Nightmare (A Nightmare on Elm Street), regia di Samuel Bayer (2010)
- Monte Carlo, regia di Tom Bezucha (2011)
- Kill for Me - Legami di morte (Kill for Me), regia di Michael Greenspan (2013)
- The Scribbler, regia di John Suits (2014)
- 10050 Cielo Drive (Wolves at the Door), regia di John R. Leonetti (2016)
- Grace, regia di Devin Adair (2017)
- Cover Versions, regia di Todd Berger (2018)
- Agent Game, regia di Grant S. Johnson (2022)

#### Televisione
- The Division - serie TV, episodio 3x02 (2003)
- Listen Up! - serie TV, episodio 1x13 (2005)
- Settimo Cielo (7th Heaven) - serie TV, 4 episodi (2005)
- Sex, Love & Secrets - serie TV, episodi 1x01-1x02 (2005)
- Supernatural - serie TV, 6 episodi (2007-2008)
- Harper's Island - serie TV, 13 episodi (2009)
- Melrose Place - serie TV, 18 episodi (2009-2010)
- Gossip Girl - serie TV, 12 episodi (2010-2012)
- Georgetown, regia di Mark Piznarski - film TV (2011) - episodio pilota scartato
- New Girl - serie TV, episodio 1x03 (2011)
- Arrow - serie TV 127 episodi (2012-2020)
- The Flash - serie TV, 3 episodi (2015-2018)
- Legends of Tomorrow - serie TV, episodi 1x01, 2x17 (2016-2017)

### Doppiatrice
- Vixen (Webserie): voce di "Laurel Lance / Black Canary" (2016)
- Hidden Agenda (Videogioco): voce di "Becky Marnie" (2017)

## Doppiatrici italiane
Nelle versioni in italiano delle opere in cui ha recitato, Katie Cassidy è stata doppiata da:
- Domitilla D'Amico in Cambia la tua vita con un click, Io vi troverò, Nightmare, Supernatural, Monte Carlo, Arrow, Kill for Me - Legami di morte, The Flash, Legends of Tomorrow, 10050 Cielo Drive
- Valentina Mari in Live! - Ascolti record al primo colpo, Harper's Island, Melrose Place
- Francesca Manicone in Chiamata da uno sconosciuto, Agent Game
- Federica Bomba in Black Christmas - Un Natale rosso sangue
- Emanuela D'Amico in Listen Up!
- Jolanda Granato in Gossip Girl
- Alessia Amendola in Grace

Come doppiatrice, è stato sostituita da:
- Katia Sorrentino in Hidden Agenda